# Канеле
Канеле́ (фр. canelé), также Канелле́, — небольшое кулинарное изделие, фирменный десерт Аквитании и французской кухни в целом. Канеле имеет мягкое и нежное тесто, ароматизировано ромом и ванилью, а снаружи покрыто твёрдой карамелизированной корочкой.
Название происходит от гасконского слова canelat, которое означает каннелюру. Канеле имеет форму небольшого желобчатого цилиндра, примерно 5 см высотой и диаметром 5 см; снаружи оно хрустящее и карамельное, а внутри мягкое.

## История

### Сёстры Благовещения
По легенде канеле придумали при разгрузке корабля с мукой на пристани Бордо. Однако наиболее вероятно, что рецепт канеле изобрели в XVIII веке монахини обители Благовещения (в настоящее время обитель Милосердия) в Сент-Элали и назвали его канела (фр. canelas) или канелон (фр. canelons). Эти канелы имели мало общего с современными канеле; они были очень маленькими, из тонкого теста, обёрнутого вокруг трубки и обжаренного в смальце.
В ходе недавней реконструкции монастыря были проведены археологические раскопки. Среди множества найденных объектов, датированных новым временем, не обнаружено ничего похожего на формы для канеле. Более того, при ремонте системы отопления на кухне монастыря не удалось обнаружить никаких следов форм для канеле.
На самом деле история этого пирожного тесно связана с историей Бордо и историей бордоских вин. Один из важных этапов производства вина носит название осветление. Этот технологический этап заключался в фильтрации вина в чане с добавлением взбитых яичных белков. Такую дорогостоящую операцию использовали многие винодельческие хозяйства, при этом все работники винодельни колотили яйца, отделяя белок, а желтки отдавали монашкам, которые пекли пирожные.

### Канольеры из Бордо

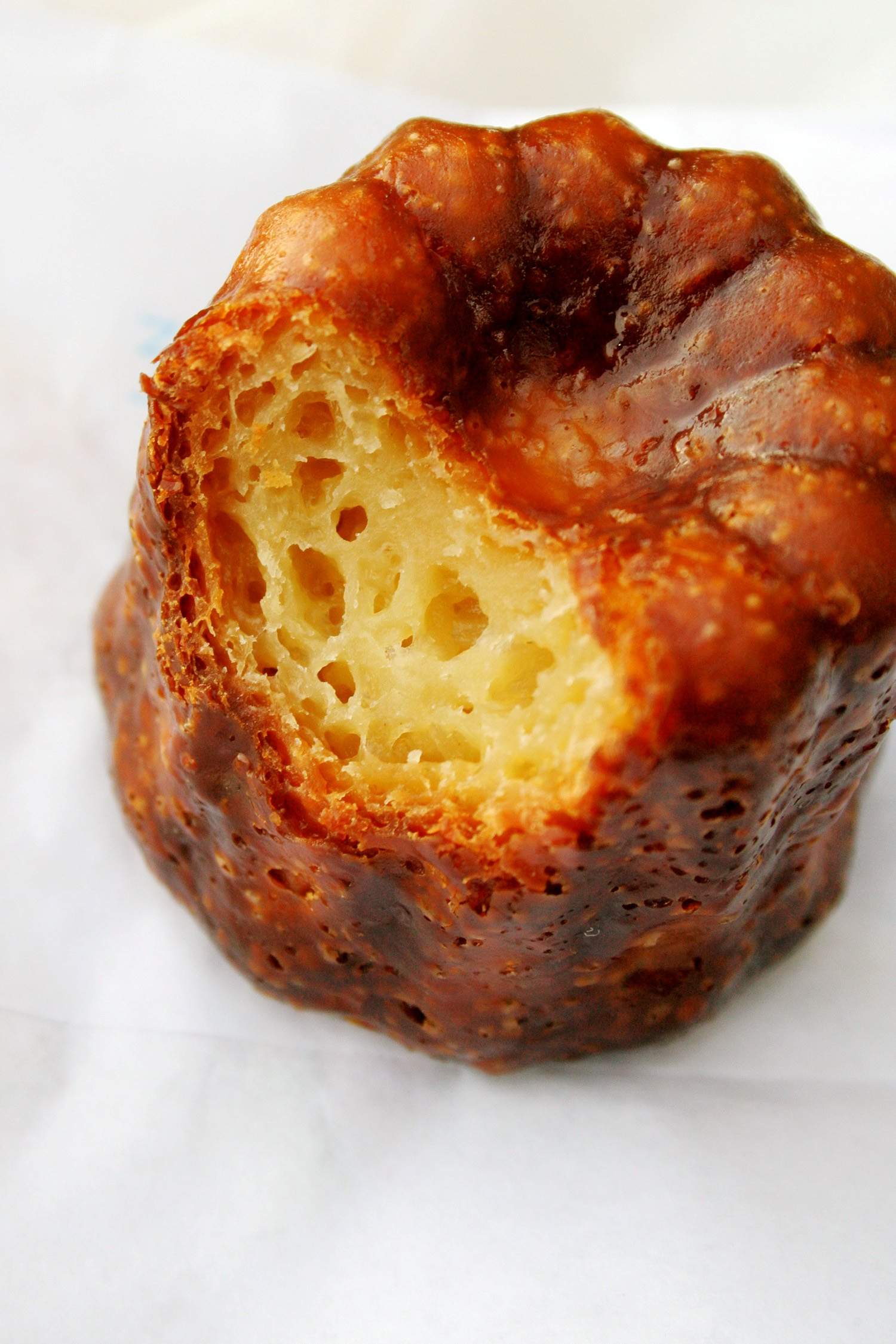
Тесто внутри канеле

Во французском Лиможе было известно пирожное каноле, фирменный десерт - выпечка, приготовленная из муки и яичных желтков. Вероятно, именно этот десерт продавался в Бордо, начиная с XVII века, под названием canaule. Высокая популярность этих пирожных привела к тому, что появились ремесленники, специализировавшиеся на производстве только этого продукта; их стали называть канольерами. Эти мелкие ремесленники стали настолько богатыми, что вскоре смогли учредить свою корпорацию, устав которой зарегистрировал Парламент Бордо в 1663 году. Устав корпорации предельно чётко описывал продукт, который разрешалось производить её членам. Таким образом, они выпекали просфору, канолье, ретортийоны и пышки, но им запрещалось использовать вымешанное тесто, в состав которого входили молоко и сахар. Эти ингредиенты разрешалось использовать только кондитерам и таким образом устранялось соперничество между кондитерами и канольерами.
Тем не менее, вскоре всё-таки возник конфликт между канольерами и кондитерами за право использовать вымешанное тесто. Постановлением Государственного Совета, собранного в Версале 3 марта 1755 года, была закреплена победа канольеров над кондитерами.

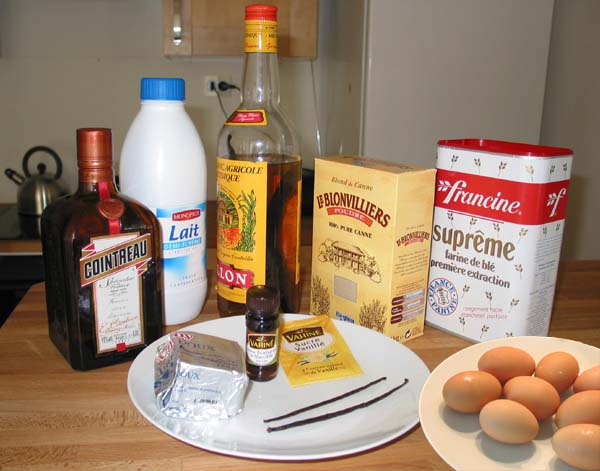
Ингредиенты для канеле

После этого цеховые корпорации канольеров разбогатели настолько, что королём Франции в 1767 году был выпущен специальный эдикт, который не позволял иметь более 8 канольеров в одном городе. Также в этом эдикте устанавливались строгие правила занятия этим ремеслом.
Однако ограничение на количество канольеров никогда не соблюдалось. К примеру, в 1785 году в Бордо насчитывалось не менее 39 канольеров, 10 из которых работали в предместье Сен-Серен. Французская революция отменила все корпорации, но не само ремесло канольера; в ежегодных календарях той эпохи по-прежнему говорится о лавках канольеров и булочных с квасным хлебом, которые существовали даже в эпоху террора.
Как минимум с точки зрения этимологии каноле можно считать предшественником современного канеле. При этом нигде в текстах, в описях лавок или в архиве корпорации не упоминаются формочки, в которых выпекались каноле.
Портовый характер города Бордо отражается в происхождении используемых для приготовления канеле ингредиентов.
- Ваниль и тростниковый сахар привозили во Францию судами с дальних островов.
- Желток являлся побочным продуктом виноделия: вино осветляли яичным белком и таким образом очищали перед отгрузкой на корабли.

### Возрождение в XX веке
В течение XIX века канольеры исчезли из числа бордоских ремесленников.
В первой четверти XX века канеле стали производить снова, хотя точная дата не документирована. Усилиями неизвестного кондитера была возвращена популярность старинного рецепта канольеров. Он изменил рецепт, добавив к тесту ром. По всей вероятности, современная желобчатая форма пирожного отражает созвучие его названия с каннелюрами — вертикальными желобками на колоннах.
Современная вариация названия canelé (с одной буквой н) имеет следующее объяснение. Канеле не упоминается в авторитетном кулинарном издании Го-Мийо Guide gourmand de la France 1970 года. Только в 1985 году была учреждена Бордоская ассоциация канеле, члены которой решили убрать из названия пирожного вторую букву «н» чтобы упрочить его самобытность. Название canelé сейчас имеет статус коллективной марки, зарегистрированной Ассоциацией во французском Национальном институте промышленной собственности. Сейчас канеле имеет широкую популярность; уже через 10 лет после регистрации названия в Аквитании насчитывалось 800 производителей канеле, из которых 600 находилось в Жиронде. В 1992 году потребление канеле в Жиронде оценивалось в 4,5 миллиона штук. В наши дни популярность канеле во Франции настолько велика, что их можно купить даже в сети ресторанов McDonald’s в Бордо.

## Правила употребления

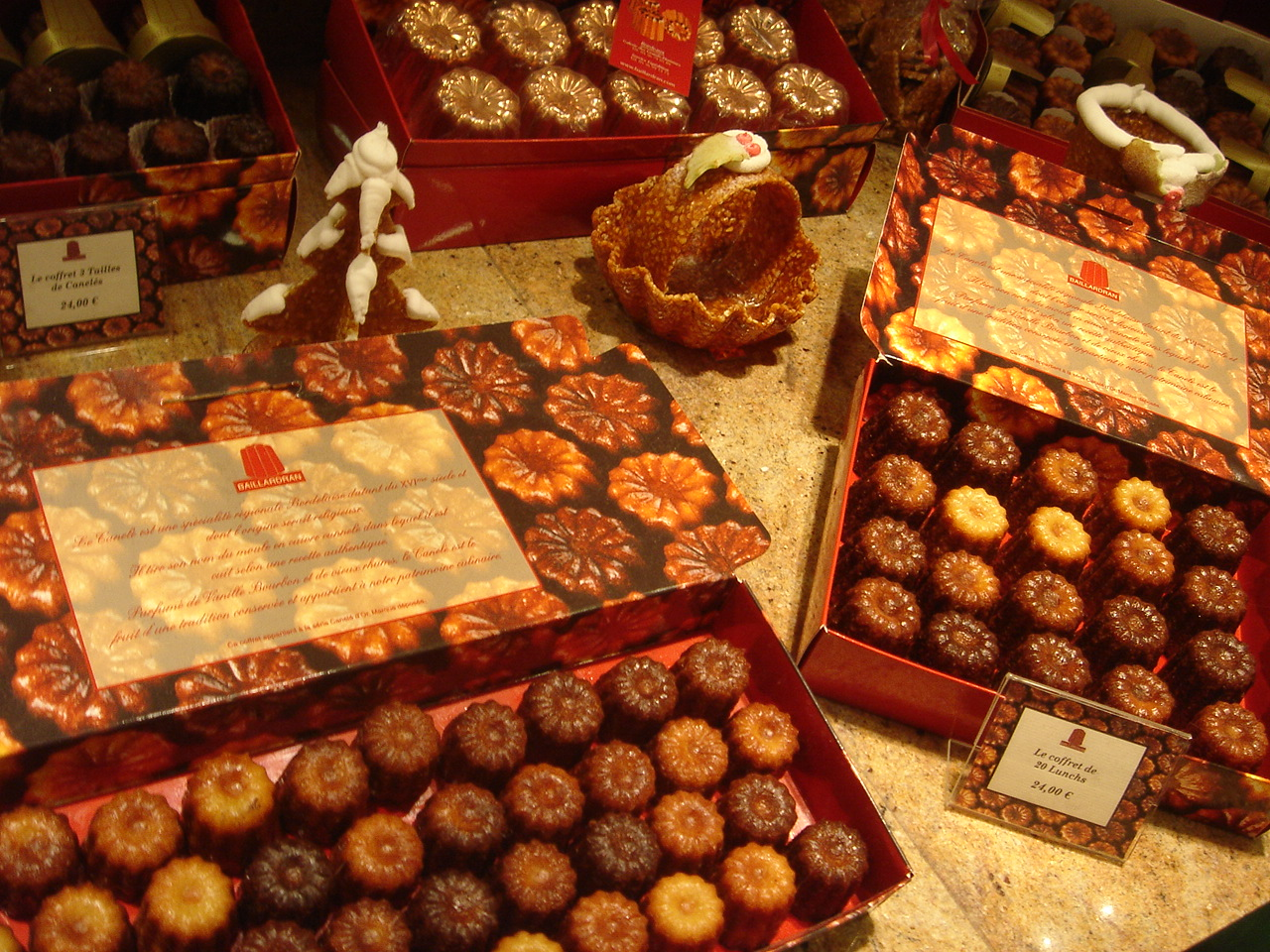
Канеле в наборах

Традиционно канеле употребляют в качестве десерта на завтрак и на полдник. Однако, учитывая растущее число вариаций, потребление канеле также меняется; канеле часто подаются в ходе дегустации ликёрных вин.
Традиционные канеле продаются комплектом по 6 или 10 штук.
Как правило, мини-канеле подают к коктейлям, средние — к чаю, а крупные канеле — на десерт после приёма пищи. Вид напитка имеет небольшое значение, поскольку канеле подходит как к шампанскому, так и к чаю, а также к любым винам.
Благодаря своей прочности, канеле хорошо переносят транспортировку.
Использовать столовый прибор при еде больших канеле не рекомендуется; тем не менее, это хороший способ не испачкать пальцы карамелью.
Существует вариант канеле (под именем профитроль по-бордоски или каннероль) по типу профитролей.